# Litteraturåret 1857

## Nya böcker

### A – G
- Fribytaren på Östersjön av Viktor Rydberg (nya bearbetade utgåvor kom 1866–1877)
- Fru Inger til Østeraad av Henrik Ibsen

### H – N
- Korallön av Robert Michael Ballantyne
- Madame Bovary av Gustave Flaubert
- Mellem Slagene av Bjørnstjerne Bjørnson

### O – Ö
- Olaf Liljekrans, drama av Henrik Ibsen
- Ondskans blommor av Charles Baudelaire
- The Professor av Charlotte Brontë (postumt)
- Singoalla (första versionen) av Viktor Rydberg
- Synnöve Solbakken av Bjørnstjerne Bjørnson
- Ungdomen av Lev Tolstoj
- Utkiken av Elias Sehlstedt

## Födda
- 2 juni – Karl Gjellerup, dansk författare, nobelpristagare 1917.
- 24 juli – Henrik Pontoppidan, dansk författare, nobelpristagare 1917.